# 村岡藩
村岡藩（むらおかはん）は、明治時代初期の藩の一つ。但馬国七美郡を領した。藩庁は村岡陣屋に置かれた。
室町時代には全国の6分の1を支配した守護大名山名氏の末裔である山名豊国が、関ヶ原の戦いの戦功により、徳川家康から七美郡6700石を与えられたのが藩の始まりである。その後の領主は新田開発や産業の振興などをすすめて実高を増やしていき、1868年、明治政府によって1万1000石への高直しが認められて立藩した（維新立藩）。

## 藩史
山名氏は応仁の乱以降、急速に衰退し、戦国末期には但馬国と因幡国を2系統に分かれて領有するのみとなっていた。豊国の兄・豊数はかろうじて因幡国を領有していたが、鳥取城主の武田高信の攻撃によって拠点の布勢天神山城から退却を余儀なくされて以降、因幡守護家は急速に衰退していった。豊国は尼子氏残党の力を借りて因幡の支配権回復を目論み、武田高信を鳥取城から追放し、自ら城主となった。しかし、織田信長の命を受けた羽柴秀吉が山陰地方に侵攻してくると、豊国は真っ先に降伏したために家臣に見限られて城を追放された。
以後、豊国は秀吉に仕えて御伽衆となり、秀吉の死後は徳川家康に接近する。関ヶ原の戦いでは東軍に参加し戦功があり家康からの「但馬国で一郡を領し給え」の言葉により但馬国七美郡6700石を与えられると、兎束村に陣屋を築いて地名を福岡と改めた。知行は1万石に達しなかったが、新田家の分家という、徳川将軍家の親戚にあたる出自により旗本でも別格とされ、後に交代寄合表御礼衆の一つとされた。
豊国は連歌の名手で教養人、かつ名門の出身ということで家康から厚遇され、零落した但馬山名氏の旗本への取り立てを願うなど山名氏再興に尽力した。また、自らを追放したかつての家臣たちが流浪しているのを聞き、改めて召抱えたという。ただ、変わり身が早かったせいか、豊国に関する後世の評価は芳しくない。
1642年（寛永19年）、第3代矩豊が黒野村に陣屋を移して地名を村岡と改めた。ただし、武鑑では寛延年間頃までは在所が「但州志津見」と表記されている。
第5代山名豊就は寺社奉行となる。1806年（文化3年）、第8代義方が陣屋を尾白山に移し、家格にふさわしい体裁を整えた。
村岡は山がちで耕地が少ない土地だったため、歴代領主は鉱山の開発や子牛市の開催など産業の振興につとめた。特に、第10代義問は新田の開発や教育の振興に力を尽くした名君といわれる。
第11代山名義済は家老の池田勣一郎の進言により尊王となる。
1868年、新政府により1万1000石への高直しが認められ、山名氏は諸侯に列して村岡藩が成立した。翌年の版籍奉還で村岡県となり、1871年の廃藩置県で豊岡県に編入された。
最後の知藩事・義路は1871年に12歳で家督を相続し、後に陸軍少佐となった。1884年、華族制度の発足に伴って男爵に叙せられ、後に貴族院議員にも選出されている。

## 歴代当主
山名家
交代寄合　6700石→1万1000石
1. 豊国〔従四位下、中務大輔〕
2. 豊政
3. 矩豊〔従五位下、伊豆守〕
4. 隆豊〔従五位、弾正忠〕
5. 豊就〔従五位下、因幡守、大番頭、寺社奉行〕
6. 豊暄〔従五位上、中務少輔〕
7. 義徳〔従五位上、衛門尉〕
8. 義方〔従五位上、中務少輔〕
9. 義蕃〔従五位、主膳正〕
10. 義問〔従五位上、玄蕃頭〕
11. 初代藩主 義済〔従五位下、因幡守〕
12. 2代藩主 義路〔従四位、因幡守〕

## 江戸屋敷、江戸の菩提寺
武鑑において、江戸屋敷は元文年間や寛延3年のものには「てっぽうず」、明和4年から慶応3年までは「本所四ツ目」と表記された。
また同じく武鑑では江戸での菩提寺として市谷の天台宗寺院、自證院が掲載された。明治時代に区画整理により同院の墓地が東京市外に移転すると、山名家の墓所は青山霊園に改葬されている。

## 幕末の領地
- 但馬国
  - 七美郡 - 70村（全域）